# دومينيك والتر (مغني)
دومينيك والتر (بالفرنسية: Dominique Walter)‏ هو مغني فرنسي، ولد في 22 مايو 1942 في باريس في فرنسا.

## وصلات خارجية
- دومينيكو والتر على موقع IMDb (الإنجليزية)
- دومينيكو والتر على موقع ميوزك برينز (الإنجليزية)
- دومينيكو والتر على موقع أول ميوزيك (الإنجليزية)
- دومينيكو والتر على موقع أول ميوزيك (الإنجليزية)
- دومينيكو والتر على موقع ديسكوغز (الإنجليزية)
- دومينيكو والتر على موقع قاعدة بيانات الفيلم (الإنجليزية)